# Thorsten Grümmer
Thorsten Grümmer (* 19. September 1965) ist ein ehemaliger deutscher Fußballspieler.

## Laufbahn
Grümmer spielte im Nachwuchs des Wiker SV, dann von Holstein Kiel und wurde bei letzterem Verein in die Herrenmannschaft aufgenommen. 1991 verließ der Verteidiger die Landeshauptstadt Schleswig-Holsteins und wechselte innerhalb der Oberliga zum TuS Celle FC.
1993 kam er zum VfB Lübeck. 1995 stieg Grümmer mit Lübeck in die 2. Fußball-Bundesliga auf. In den Spielzeiten 1995/96 sowie 1996/97 bestritt er insgesamt 29 Zweitligaspiele für den VfB, sein letztes Ende Oktober 1996.
Anschließend stand Grümmer bis 2004 in Diensten des FC Schönberg 95, hernach der zweiten Mannschaft des VfB Lübeck (2004) sowie erneut des FC Schönberg 95 (2005/06).
In Schönberg war er später Co-Trainer, Anfang November 2013 kam es zur Trennung. 2015 wurde Grümmer Co-Trainer beim VfB Lübeck.